# (1517) Beograd
(1517) Beograd est un astéroïde de la ceinture principale.

## Description
(1517) Beograd est un astéroïde de la ceinture principale. Il fut découvert le 20 mars 1938 à Belgrade par Milorad B. Protitch. Il présente une orbite caractérisée par un demi-grand axe de 2,72 UA, une excentricité de 0,04 et une inclinaison de 5,3° par rapport à l'écliptique.

## Nom
Cet astéroïde a été nommé par le découvreur, Milorad B. Protitch en l'honneur de sa ville natale Belgrade et capitale de son pays, qui à l'époque était la Yougoslavie. Désormais Belgrade est la capitale de la Serbie.

## Compléments